# Ligne de transmission planaire

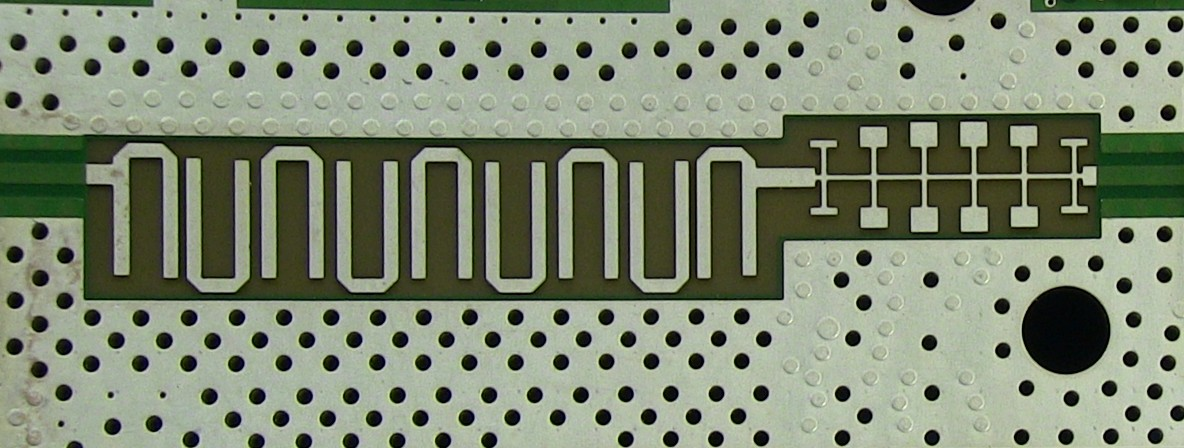
Lignes de transmission planaires utilisées dans les circuits imprimés pour créer des filtres dans un analyseur de spectre 20 GHz. La structure de gauche est appelée un filtre en épingle à cheveux et est un exemple de filtre passe-bande. La structure de droite est un stub et sert de filtre passe-bas. Les zones perforées au-dessus et en dessous ne sont pas des lignes de transmission mais servent de blindage électromagnétique au circuit.

Les lignes de transmission planaires sont des lignes de transmission constituées de conducteurs, ou dans certains cas de bandes diélectriques (bandes isolantes) : des lignes plates en forme de ruban. Les lignes de transmission planaires sont utilisées pour connecter les composants sur les circuits imprimés et les circuits intégrés fonctionnant dans les diverses bandes de fréquences micro-ondes car la caractéristique planaire s'adapte bien aux méthodes de fabrication de leurs composants. Les lignes de transmission sont bien plus que de simples connexions. Dans le cas d'interconnexions simples pour un circuit électrique à basses fréquences, la propagation de l'onde électromagnétique le long du fil est suffisamment rapide pour être estimée instantanée et les tensions à chaque extrémité du fil sont alors considérées identiques. Si la longueur du fil est trop grande par rapport à la longueur d'onde (en général, s'il dépasse un dixième de la longueur d'onde. Voir l'article longueur électrique), ces hypothèses ne sont plus valables et il faut utiliser la théorie des lignes de transmission. La géométrie des lignes de transmission est contrôlée avec précision pour être en mesure de prédire facilement son comportement électrique : dans la majorité des cas, la section transversale est maintenue constante sur toute la longueur. A basses fréquences, ces considérations ne sont nécessaires que pour les câbles reliant différents appareils, mais aux fréquences micro-ondes, la théorie des lignes de transmission s'applique dès que la distance se mesure en millimètres. Par conséquent, des lignes de transmission sont nécessaires à l’intérieur des circuits.
Le premier modèle de ligne de transmission planaire a été conçu pendant la Seconde Guerre mondiale par Robert M. Barrett. Cette structure est appelée "ligne ruban" et constitue aujourd'hui encore l'une des quatre principales structures utilisées avec la ligne microruban, la ligne triplaque suspendue et le ligne coplanaire (apparentée à un guide d'onde coplanaire). Ces quatre structures sont constituées de deux conducteurs (dans trois d'entre elles, le plan de masse est un des conducteurs). Par conséquent, leur mode de transmission (c'est-à-dire la distribution des champs de l’onde électromagnétique) prédominant est identique, ou presque, au mode provoqué par deux fils. D'autres structures planaires de lignes de transmission existent, comme la ligne à fente, la ligne à ailettes ou le guide image. Elles transmettent l'information le long d'une bande de diélectrique, et le guide d'onde intégré au substrat forme un guide d'ondes diélectrique à l'intérieur du substrat avec des lignes de piliers. Ces structures ne peuvent pas prendre en charge le même mode qu'une paire de fils et ont donc des propriétés de transmission différentes. Beaucoup de ces structures ont une bande passante plus étroite et produisent en général plus de distorsion du signal que les structures avec deux conducteurs. Leurs avantages dépendent des structures avec lesquelles elles sont spécifiquement comparées, mais peuvent inclure de faibles pertes et une meilleure plage d'impédance caractéristique.
Les lignes de transmission planaires peuvent être utilisées pour construire des composants ainsi que pour les connecter. Aux fréquences micro-ondes, il arrive souvent que les composants individuels d’un circuit soient trop grands par rapport à la longueur d'onde du signal. En conséquence, ils ne peuvent plus être traités comme des composants à constantes localisées, c’est-à-dire comme s’ils existaient en un point unique. Il est souvent peu pratique d'utiliser des composants passifs à des fréquences micro-ondes, soit pour cette raison, soit parce qu'il est trop difficile de produire des valeurs aussi faibles que celles requises. Un modèle de ligne de transmission peut remplir la même fonction que ces composants. Des circuits entiers, appelés circuits à éléments distribués, sont fabriqués de cette manière. Ce type de circuit est souvent utilisé pour les filtres. Cette méthode est particulièrement intéressante à utiliser sur les circuits imprimés et les circuits intégrés RF comme un circuit intégré monolithique hyperfréquence (MMIC). En effet, ces structures peuvent être fabriquées avec le même procédé que le reste de l'assemblage en appliquant simplement des motifs sur le substrat existant. Cela donne aux technologies planaires un avantage économique important par rapport à d'autres structures comme la ligne coaxiale.
Certains auteurs font une distinction entre la ligne de transmission (une ligne qui utilise une paire de conducteurs) et le guide d'onde (une ligne qui soit n'utilise pas de conducteurs, soit utilise un seul conducteur pour contraindre l'onde dans le diélectrique). D'autres utilisent ces termes comme des synonymes. Cet article inclut les deux genres, à partir du moment où ils sont sous une forme planaire. Les noms utilisés sont les plus courants et n'indiquent pas nécessairement le nombre de conducteurs impliqués. Le terme guide d'ondes, lorsqu'il est utilisé seul, désigne une structure de guide d'onde métallique creux ou rempli de diélectrique, qui n'est pas une forme planaire.

## Propriétés générales

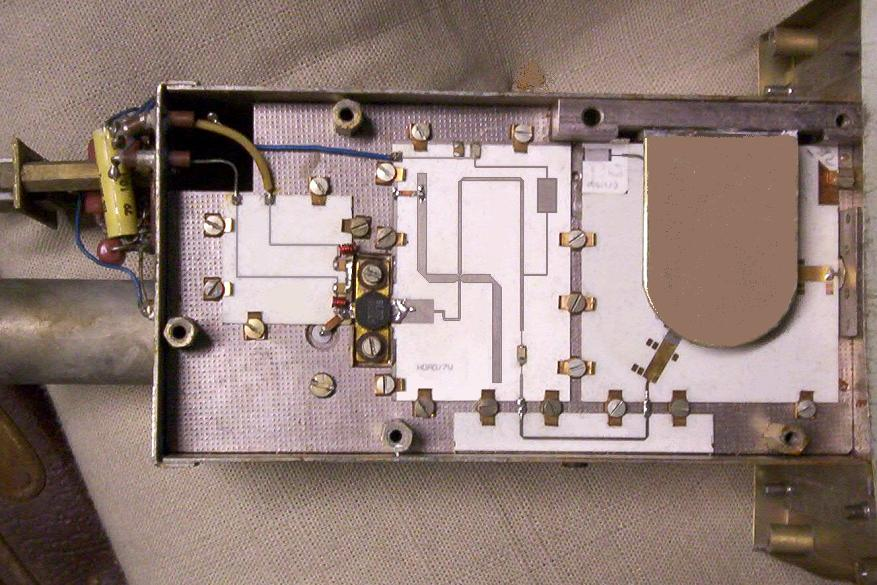
Amplificateur de puissance radiofréquence comportant des structures de circuits planaires. L'amplificateur de gauche alimente sa sortie dans un ensemble de filtres de ligne de transmission planaires au centre. Le troisième bloc de circuit à droite est un circulateur servant à protéger l'amplificateur contre des réflexions accidentelles de retour de puissance de l'antenne.

Les lignes de transmission planaires sont des lignes de transmission dans lesquelles les conducteurs sont la plupart du temps plats. Les conducteurs sont des bandes plates et il existe généralement un ou plusieurs plans de masse parallèles à leur surface plane. Les conducteurs sont toujours séparés des plans de masse, parfois par de l'air, mais le plus souvent par un matériau diélectrique solide. Les lignes de transmission peuvent également être construites de manière non planaires, par exemple sous forme de fils ou de lignes coaxiales. Les lignes de transmission peuvent être utilisées pour des connexions mais aussi dans une grande variété de circuits, notamment pour des filtres, des diviseurs de puissance, des coupleurs directionnels, des réseaux d'adaptation d'impédance et des circuits d'étranglement amenant une polarisation des composants actifs. L'avantage principal des structures planaires est la possibilité de les fabriquer en utilisant les mêmes procédés que ceux utilisés pour les circuits imprimés et les circuits intégrés, notamment via le procédé de photolithographie. Les technologies planaires sont donc particulièrement bien adaptées à la production en série de composants planaires.
L'utilisation de lignes de transmission dans la fabrication d'éléments de circuit est particulièrement intéressant aux fréquences micro-ondes. A de plus basses fréquences, la grandeur de la longueur d’onde rend ces composants trop volumineux. Aux fréquences micro-ondes les plus élevées, l'utilisation de structures planaires entraîne généralement trop de pertes, l'utilisation d'un guide d'ondes est donc préférée. Le guide d'ondes est cependant plus volumineux et plus cher à fabriquer. À des fréquences encore plus élevées, la technologie du guide d'onde diélectrique (comme la fibre optique par exemple) est préférable, mais il existe également des structures planaires de guide d'onde diélectrique. Les lignes de transmission planaires les plus répandues (toutes structures confondues) sont les lignes ruban, les lignes microrubans, les lignes triplaque suspendues et les guides d'ondes coplanaires.

## Modes

Profils de champs pour les modes sélectionnés : A, onde quasi-TEM sur ligne microruban; B, onde quasi-TEM sur guide d'ondes coplanaire (mode pair); C, mode de ligne à fente sur guide d'ondes coplanaires (mode impair).

Un paramètre important pour les lignes de transmission est le mode de transmission utilisé. Le mode précise les modèles du champ électromagnétique provoqués par la géométrie de la structure de transmission. Il est possible que plusieurs modes existent simultanément sur la même ligne. Généralement, un seul mode est voulu et des dispositions sont prises pour supprimer les autres. Dans certains cas, comme le filtre bimode, la transmission de plusieurs modes est nécessaire.

### Mode TEM
Le mode des fils conducteurs et des câbles conducteurs ordinaires, est le mode transverse électromagnétique (mode TEM). C'est également le mode dominant sur certaines lignes de transmission planaires. En mode TEM, les vecteurs d'intensité de champ des champs électrique et magnétique sont tous deux transversaux à la direction de déplacement de l'onde et orthogonaux l'un par rapport à l'autre. Une propriété importante du mode TEM est la possibilité de l'utiliser à basses fréquences et même jusqu'à zéro (c'est-à-dire jusqu'au courant continu).
Une autre caractéristique du mode TEM est l'absence de changement dans les paramètres de transmission de la ligne (l'impédance caractéristique et la vitesse de groupe du signal) en fonction de la fréquence de transmission sur une ligne de transmission idéale (celle qui répond aux conditions de Heaviside). C'est pour cette raison que les lignes de transmission TEM idéales ne souffrent pas de dispersion, une forme de distorsion dans laquelle différentes composantes de fréquence se déplacent à des vitesses distinctes. La dispersion « brouille » la forme de l'onde (qui peut représenter l'information transmise) dans la direction de la longueur de la ligne. Tous les autres modes subissent cette dispersion, ce qui limite l'amplitude atteignable par leur bande passante.

### Modes quasi-TEM
Certaines structures planaires, notamment les lignes microrubans, ne possèdent pas de diélectrique homogène : celui au-dessus de la ligne est différent de celui en dessous. De telles géométries ne peuvent pas prendre en charge un mode TEM exact. Même si la transmission est proche du mode TEM, il existe souvent une composante du champ électromagnétique parallèle à la direction de la ligne. Un tel mode est appelé un mode quasi-TEM. Dans un mode TEM, les discontinuités telles que les trous et les colonnes (utilisés pour construire des filtres et autres dispositifs) ont une impédance purement de réactance : ils peuvent stocker de l'énergie, mais pas la dissiper. Dans la plupart des modes quasi-TEM, l'impédance de ces structures a également une composante résistive. Cette composante résistive est une conséquence du rayonnement électromagnétique de la structure et entraîne des pertes dans le circuit. Le même problème se produit sur les courbes et les angles de la ligne. Ces problèmes peuvent être atténués en utilisant un matériau à haute permittivité comme le substrat, qui confine une plus grosse portion de l'onde dans le diélectrique. Ceci permet d'obtenir un milieu de transmission plus homogène et un mode plus proche du mode TEM exact.

### Modes transverses
Dans les guides d'ondes métalliques creux et les guides d'ondes optiques, un nombre illimité d'autres modes transverses peuvent exister. Ces guides ne peuvent cependant pas prendre en charge le mode TEM car il nécessite au minimum deux conducteurs distincts pour se propager. Les modes transverses sont classés en deux catégories : les transverses électriques (modes TE) et les transverses magnétiques (modes TM) si l'ensemble du champ, respectivement électrique ou magnétique, est orthogonal à la direction de propagation. Il existe toujours une composante longitudinale d’un champ ou de l'autre. Le mode exact est identifié par deux indices indiquant le nombre de longueurs d'onde ou de demi-longueurs d'onde le long d'une dimension transverse spécifiée. Ces indices sont généralement écrits sans séparateur, par exemple : TE10. La définition exacte dépend de la géométrie du guide d'ondes qui peut être rectangulaire, rond ou elliptique. Un troisième indice est introduit pour le mode des cavités résonnantes, il représente les demi-longueurs d'onde dans la direction longitudinale.
Une caractéristique des modes TE et TM est l'existence d'une fréquence de coupure définie en dessous de laquelle la transmission n'a pas lieu. La fréquence de coupure dépend du mode. Le mode ayant la fréquence de coupure la plus basse est appelé le mode dominant. Une propagation multimode est généralement indésirable. C'est la raison pour laquelle les circuits sont souvent conçus pour fonctionner dans le mode dominant à des fréquences inférieures à la fréquence de coupure du mode immédiatement supérieur. Seul le mode dominant peut exister dans cette bande.
Certaines structures planaires conçues pour fonctionner comme des dispositifs TEM peuvent également supporter les modes TE et TM à moins que des mesures ne soient prises pour les supprimer. Les plans de masse ou les enceintes de blindage peuvent se comporter comme des guides d'ondes creux et propager ces modes. Pour supprimer ces modes, il existe différentes manières de procéder, par exemple en court-circuitant des vis entre les plans de masse ou en concevant une enceinte trop petite pour prendre en charge des fréquences aussi basses que les fréquences de fonctionnement du circuit. De même, un câble coaxial est en mesure de supporter les modes TE et TM de forme circulaire ne nécessitant pas de propagation via le conducteur central. Ces modes peuvent être supprimés en réduisant le diamètre du câble.

### Modes longitudinaux
Certaines structures de lignes de transmission n'arrivent pas à supporter de mode TE ou TM pur, mais peuvent prendre en charge des modes qui sont une superposition linéaire de modes TE et TM. En d’autres termes, leur champ électrique et magnétique ont chacun une composante longitudinale. On parle alors de mode hybride. Les modes longitudinaux sont une sous-catégorie des modes hybrides. Il existe deux types de modes longitudinaux : électrique et magnétique. Les modes longitudinaux électriques (resp. magnétique) ont un champ électrique (resp. magnétique) nul dans l'une des directions transverses. Ces deux types de modes peuvent se produire dans des structures de lignes de transmission planaires ayant des supports de transmission non homogènes. Les structures ne supportant pas de mode TE ou TM pur, mais capables de diffuser des transmissions, le font nécessairement avec un mode hybride.

## Autres paramètres importants
L'impédance caractéristique d'une ligne est l'impédance rencontrée par une onde se déplaçant le long de la ligne. Elle dépend uniquement de la géométrie et des matériaux de la ligne et n'est pas modifiée par la manière dont la ligne se termine. Il est nécessaire d'avoir une impédance caractéristique de la ligne planaire correspondant aux systèmes auxquels elle est connectée. Beaucoup de modèles de filtres nécessitent des lignes avec de nombreuses impédances caractéristiques différentes. Une technologie pouvant proposer une large gamme d'impédances sera donc avantagée. L'impédance diminue avec l'augmentation de la largeur des lignes. La plus haute impédance atteignable est limitée par la résolution du procédé de fabrication qui impose une limite à l'épaisseur minimale des lignes. La limite inférieure est déterminée par la largeur de ligne à laquelle des modes de résonance transverses indésirables peuvent apparaître.
Le facteur de qualité (ou facteur Q) est le ratio entre l'énergie stockée et l'énergie dissipée par le cycle. C'est le paramètre principal caractérisant la qualité des résonateurs. Dans les circuits de lignes de transmission, les résonateurs sont fréquemment construits à partir de sections de lignes de transmission pour fabriquer des filtres et d'autres dispositifs. Leur facteur Q limite la pente de la bande de transition du filtre et sa sélectivité. Les principaux facteurs déterminant le facteur Q d'une structure planaire sont la permittivité du diélectrique (une permittivité élevée augmente le facteur Q) et les pertes diélectriques, qui diminuent le facteur Q. La résistance du conducteur et les pertes par rayonnement peuvent également diminuer le facteur Q.
| Structure de ligne        | Mode dominant  | Fréquence max. typique | Impédance caractéristique | Facteur Q déchargé     |
| ------------------------- | -------------- | ---------------------- | ------------------------- | ---------------------- |
| Ligne ruban               | TEM            | 60 GHz                 | 30–250 Ω à εr = 4,3       | 400                    |
| Ligne triplaque suspendue | TEM, quasi-TEM | 220 GHz                | 40–150 Ω à εr = 10        | 600 à 30 GHz, εr = 10  |
| Ligne microruban          | Quasi-TEM      | 110 GHz                | 10–110 Ω à εr = 10        | 250 à 30 GHz, εr = 10  |
| Guide d'onde coplanaire   | Quasi-TEM      | 110 GHz                | 40–110 Ω à εr = 10        | 200 à 30 GHz, εr = 10  |
| Ligne à fente             | Quasi-TE       | 110 GHz                | 35–250 Ω à εr = 10        | 200 à 30 GHz, εr = 10  |
| Ligne à ailettes          | LSE, LSM       | 220 GHz                | 10–400 Ω à εr = 10        | 550 à 30 GHz, εr = 10  |
| Guide d'image             | TE, TM         | >100 GHz               | ≈26 Ω à εr = 10           | 2500 à 30 GHz, εr = 10 |

- εr est la permittivité relative du substrat.

## Substrats
Une grande variété de substrats est utilisée dans les technologies planaires. L'époxy renforcé de verre (de type FR-4) est couramment utilisé dans les circuits imprimés. Les céramiques à haute permittivité - PTFE stratifié (par ex. le stratifié 6010 de Rogers Corporation) sont spécifiquement destinées aux applications micro-ondes. A des fréquences micro-ondes plus élevées, un matériau céramique tel que l'oxyde d'aluminium (alumine) peut être utilisé pour des circuits intégrés micro-ondes (CIM) hybrides. Aux fréquences micro-ondes les plus élevées, dans la bande millimétrique, un substrat cristallin tel que le saphir ou le quartz peut être utilisé. Les substrats utilisés dans les circuits intégrés micro-ondes monolithiques (MMIC) seront composés soit des mêmes matériaux semi-conducteurs que la puce (par exemple, en silicium ou en arséniure de gallium) soit d'oxyde déposé sur la puce (par exemple, du dioxyde de silicium).
Deux des propriétés électriques du substrat sont à considérer attentivement : la permittivité relative (εr) et la tangente de l'angle de perte (δ). La permittivité relative définie l'impédance caractéristique d'une largeur de ligne donnée ainsi que la vitesse de groupe des signaux la traversant. Une permittivité élevée permet d'obtenir des composants imprimés plus petits, facilitant ainsi la miniaturisation. Dans les structures quasi-TEM, la permittivité précise la quantité de champ contenue dans le substrat et la quantité qui se trouvera dans l'air au-dessus de celui-ci. La tangente de l'angle de perte est une mesure des pertes diélectriques. Il est préférable qu'elle soit aussi petite que possible, en particulier dans les circuits nécessitant un facteur Q élevé.
Les propriétés mécaniques caractéristiques sont l'épaisseur du substrat et sa résistance mécaniques. Dans certaines structures, telles que les lignes microruban suspendues et les lignes à ailettes, il est avantageux d'avoir un substrat aussi fin que possible. Les composants semi-conducteurs délicats montés sur un substrat flexible peuvent être endommagés. Pour éviter ce problème, plutôt qu'un panneau facile à usiner, on choisira de réaliser le substrat dans un matériau dur et rigide tel que le quartz. Dans d’autres structures, comme la ligne ruban homogène, le substrat peut être beaucoup plus épais. Pour les antennes imprimées conformées à la forme du dispositif, des substrats flexibles, donc très fins, sont nécessaires. L'épaisseur requise pour une bonne performance électrique dépend de la permittivité du matériau. La finition de surface est un enjeu de fabrication. En effet, une certaine rugosité peut être nécessaire pour assurer l'adhésion de la métallisation, mais une trop grande rugosité entraîne des pertes du conducteurs (la rugosité résultant de la métallisation devient trop importante par rapport à l'épaisseur de peau). Les propriétés thermiques peuvent être importantes car la dilatation thermique modifie les propriétés électriques des lignes et peut briser les trous métallisés traversants.
| Substrat             | εr    | δ      |
| -------------------- | ----- | ------ |
| Silicium             | 11,9  | 0,015  |
| Arséniure de gallium | 12,9  | 0,002  |
| FR-4                 | 0 4,3 | 0,022  |
| 6010                 | 10,2  | 0,002  |
| Alumine              | 0 9,8 | 0,0001 |
| Saphir               | 0 9,4 | 0,0001 |
| Quartz               | 0 3,8 | 0,0001 |

## Les types

### Ligne ruban

Ligne ruban

La ligne ruban est une bande conductrice incorporée dans un diélectrique entre deux plans de masse. Elle est généralement construite sous la forme de deux feuilles de diélectrique fixées ensemble et le motif de ligne ruban est positionné sur le côté d'une feuille. L'avantage principal de la ligne ruban par rapport à son concurrent notable, la ligne microruban, est que la transmission s'effectue uniquement en mode TEM et sans dispersion, du moins aux distances pour lesquelles la ligne ruban est utilisée. La ligne ruban est capable de prendre en charge les modes TE et TM mais n'est généralement pas utilisée dans ce contexte. L'inconvénient principal de ce système est qu'il n'est pas aussi simple d'y introduire des composants discrets que dans une ligne microruban. Pour toute incorporation, des découpes doivent être réalisées dans le diélectrique et les composants ne sont plus accessibles une fois assemblés.

#### Ligne triplaque suspendue

Ligne triplaque suspendue

La ligne triplaque suspendue est une structure de ligne ruban aérienne dans laquelle le substrat est positionné entre les plans de masse avec un entrefer au-dessus et en dessous. L’idée est de minimiser les pertes diélectriques en faisant voyager l’onde dans l’air. Dans cette structure, la seule fonction du diélectrique est d'être le support mécanique de la bande conductrice. Étant donné que l’onde se déplace à travers différent diélectriques dont l'air, le mode de transmission n’est pas un mode TEM exact, mais un diélectrique mince rend cet effet négligeable. La ligne triplaque suspendue est utilisée dans les fréquences micro-ondes moyennes où elle est plus intéressante que la ligne microruban au regard des pertes, mais pas aussi encombrante ni coûteuse que le guide d'ondes.

#### Autres variantes de la ligne ruban

Variantes de ligne ruban : A : ligne ruban standard, B : ligne triplaque suspendue, C : ligne triplaque suspendue bilatérale, D : ligne ruban bifilaire.

Le concept derrière la ligne à ruban bifilaire est de compenser les espaces d'air entre les deux substrats. La présence de petits entrefers est inévitable en raison des tolérances de fabrication et de l'épaisseur du conducteur. Ces espaces peuvent favoriser le rayonnement entre les plans de masse loin de la ligne. L'impression de deux conducteurs identiques sur les deux cartes garantit l'égalité des champs dans les deux substrats et l'annulation du champ électrique dans les espaces créés par les deux lignes. Habituellement, une ligne est légèrement sous-dimensionnée pour éviter de petits désalignements élargissant réellement la ligne et réduisent par conséquent l'impédance caractéristique.
La majorité du champ de la ligne triplaque suspendue bilatérale est situé dans l'air et n'est quasiment pas présent dans le substrat. Cela permet d'avoir un facteur Q plus élevé que celui d'une ligne à ailettes standard. L'inconvénient de cette structure est l'obligation de fixer ensemble les deux lignes à des intervalles de moins d'un quart d'onde. La structure de ligne triplaque suspendue bilatérale peut aussi être utilisée pour coupler deux lignes indépendantes le long de leur face la plus large. On obtient alors des couples beaucoup plus forts que ceux créés par un couplage sur le côté et on peut concevoir de filtres à ligne couplées et des circuits de coupleurs directionnels qui ne pourraient pas être conçus avec une ligne triplaque standards,.

### Ligne microruban

Ligne microruban

La ligne microruban se compose d'une bande conductrice positionnée sur la surface supérieure d'une couche diélectrique et d'un plan de masse sur la surface opposée du même diélectrique. L'onde électromagnétique se propage en partie dans le diélectrique et en partie dans l'air au-dessus du conducteur, ce qui entraîne une transmission quasi-TEM. Malgré les inconvénients du mode quasi-TEM, la ligne microruban est souvent privilégiée car elle a une forte compatibilité avec les circuits imprimés. De toute manière, ces effets ne sont pas si importants dans un circuit miniaturisé.
Un autre inconvénient de la ligne microruban est que la gamme d'impédances caractéristiques atteignables est plus limitée que pour les autres structures. Certaines conceptions de circuits nécessitent des impédances caractéristiques de 150 Ω ou plus que la ligne microruban n’est généralement pas capable d’atteindre. Ce type de circuit n'est donc pas envisageable pour les concepteurs, à moins de choisir une autre structure pour le composant nécessitant une haute impédance.

Antenne en F inversé

La tendance de la ligne microruban à rayonner est généralement considérée comme un défaut de cette structure, mais pas lorsqu'il s'agit de créer des antennes, c'est alors un avantage non négligeable. Il est très simple de réaliser une antenne à éléments rayonnants imprimés (plus communément appelé antenne patch ou antenne planaire) avec des lignes microruban. L'antenne en F inversé, une variante de l'antenne patch, est l'antenne la plus utilisée dans les appareils mobiles.

#### Variantes de la ligne microruban

Variantes de la ligne microruban : A : standard, B : ligne microruban suspendue, C : ligne microruban inversée, D : ligne microruban piégée, E : ligne microruban inversée piégée.

L'objectif d'une ligne microruban suspendue est le même que celui d'une ligne triplaque suspendue : mettre le champ dans l'air plutôt que dans le diélectrique pour réduire les pertes et la dispersion. Grâce à la réduction de la permittivité, il est possible de concevoir des composants imprimés plus grands, ce qui limite la miniaturisation, mais rend les composants plus faciles à fabriquer. La suspension du substrat augmente la fréquence maximale à laquelle il est possible d'utiliser cette structure.
La ligne microruban inversée a des propriétés similaires à la ligne microruban suspendue avec l'avantage supplémentaire que la majeure partie du champ est contenue dans l'air entre le conducteur et le plan de masse. Au-dessus du substrat, le champ parasite qui pourrait établir une liaison avec d'autres composants est quasiment inexistant. Dans une ligne microruban inversée piégée, la ligne est protégée sur trois côtés, empêchant certains modes d'ordre supérieur qui seraient possible avec des structures plus ouvertes. Placer la ligne dans un boîtier blindé empêche tout couplage parasite mais il faut découper le substrat pour s'adapter au boîtier. Fabriquer un dispositif complet sur un grand substrat n'est pas possible en utilisant cette structure.

### Guide d'onde coplanaire et lignes à ruban coplanaires

Guide d'onde coplanaire

Dans un guide d'ondes coplanaire (en anglais : Coplanar WaveGuide ou CPW), les conducteurs de retour sont positionnés au-dessus du substrat dans le même plan que la ligne principale, contrairement aux lignes ruban ou microruban où les conducteurs de retour sont des plans de masse au-dessus ou en dessous du substrat. Les conducteurs de retour sont placés de part et d'autre de la ligne principale et sont suffisamment larges pour être considérés infinis. Comme dans une ligne microruban, la propagation dans un guide d'onde coplanaire est quasi-TEM.
Le guide d'onde coplanaire est plus simple à fabriquer. Le plan de métallisation est unique et les composants peuvent être montés en surface qu'ils soient connectés en série (traversant une rupture de ligne) ou en dérivation (entre la ligne et la masse). Lorsque des composants sont montés en dérivation sur une ligne ruban ou microruban, la connexion doit se faire jusqu'au bas du substrat. Le guide d'onde coplanaire est également plus facile à miniaturiser. En effet, son impédance caractéristique dépend du ratio entre la largeur de la ligne et la distance entre les conducteurs de retour plutôt que de la valeur absolue de la largeur de la ligne.
Malgré ses avantages, le guide d'onde coplanaire n’est pas très populaire. Un défaut de cette structure est qu'une grande partie de la surface de la carte est occupée par les conducteurs de retour et il reste peu de place pour le montage de composants, bien qu'il soit possible dans certaines conceptions d'obtenir une plus grande densité de composants que pour une ligne microruban. Plus ennuyeux, il existe un mode slotline dans le guide d'onde coplanaire, c'est un deuxième mode ayant une coupure de fréquence nulle. Étant donné que ce mode ne peut pas être évité en opérant en dessous et que plusieurs modes ne sont pas souhaitables, il doit être supprimé. Ce mode est impair, c'est-à-dire que les potentiels électriques sur les deux conducteurs de retour sont égaux et opposés. Ainsi, il peut être supprimé en reliant les deux conducteurs de retour ensemble. Ceci peut se faire avec un plan de masse inférieur (guide d'ondes coplanaire à support conducteur, CBCPW) et des trous traversants métallisés périodiques, ou des ponts aériens périodiques sur le dessus de la carte. Ces deux solutions nuisent à la simplicité initiale du guide d'onde coplanaire.

#### Variantes coplanaires

Variantes du guide d'onde coplanaire : A : standard, B : CBCPW, C : bandes coplanaires, D : bandes coplanaires intégrées

Les bandes coplanaires (également appelées ligne à ruban coplanaire ou ligne différentielle) sont généralement utilisées uniquement dans le cadre d'applications RF en dessous de la bande micro-ondes. L'absence de plan de masse conduit à des difficultés de configuration du champ et les pertes dues aux champs parasites sont trop importantes aux fréquences micro-ondes. D’un autre côté, l’absence de plans de masse signifie que cette structure peut être intégrée dans des structures multicouches.

### Ligne à fente

Ligne à fente

Une ligne à fente désigne une fente coupée dans la métallisation au-dessus du substrat. Cette structure est l'inverse d'une ligne microruban, constituée d'une ligne diélectrique entourée de conducteur au lieu d'une ligne conductrice entourée de diélectrique. Le mode de propagation dominant est le mode hybride, quasi-TE avec la présence d'une composante longitudinale du champ électrique.
La ligne à fente est essentiellement une ligne symétrique, contrairement aux lignes ruban et microruban, qui sont des lignes asymétriques. Cette structure rend la connexion en dérivation entre les composants et la ligne particulièrement facile et les composants montés en surface peuvent être montés en pont sur toute la ligne. Un autre avantage de la ligne à fente est la facilité de réalisation de lignes à haute impédance. L'impédance caractéristique augmente avec la largeur de la ligne (contrairement à la ligne microruban où elle diminue avec la largeur) : il n'y a donc aucun problème de résolution d'impression pour les lignes à haute impédance.
Un inconvénient de la ligne à fente est la forte variation de l'impédance caractéristique et la vitesse de groupe en fonction de la fréquence, faisant de la ligne à fente une structure plus dispersive que la ligne microruban. La ligne à fente a également un facteur Q relativement faible.

#### Variantes de la ligne à fente

Variantes de la ligne à fente : A : ligne à fente standard, B : ligne à fente antipodale, C : ligne à fente bilatérale.

La ligne à fentes antipodale est utilisée lorsque de très faibles impédances caractéristiques sont requises. Avec les lignes diélectriques, une faible impédance signifie des lignes étroites (contrairement aux lignes conductrices). Il existe une limite à la finesse de la ligne pouvant être obtenue en raison de la résolution d'impression. Dans une structure antipodale, les conducteurs peuvent même se chevaucher sans risque de court-circuit. La ligne à fente bilatérale présente des avantages similaires à la ligne à ailettes bilatérale.

### Guide d'ondes intégré au substrat

Guide d'ondes intégré au substrat

Le guide d'ondes intégré au substrat, (en anglais : substrate-integrated waveguide ou GIS), est un guide d'ondes formé dans le diélectrique du substrat en contraignant l'onde entre deux rangées de poteaux ou plaqué à travers des trous et des plans de masse au-dessus et en dessous du substrat. Le mode dominant est un mode quasi-TE. Le GIS est conçu comme une alternative au guide d’ondes métallique creux : moins coûteuse mais conservant bon nombre de ses avantages. L'avantage principal de cette structure par rapport à la ligne microruban est la faible quantité de rayonnement émis du fait de l'efficacité de l'enfermement du guide d’onde. Il n'y a pas de couplage indésirable de champs parasites avec d'autres composants du circuit. Le GIS présente également une tenue en puissance et un facteur Q  élevés et, en tant que technologie planaire, est plus facile à intégrer avec les autres composants.
Le GIS peut être mis en œuvre sur des cartes de circuits imprimés ou sous forme de substrat céramique après une cocuisson à basse température (LTCC pour low-temperature co-fired ceramic en anglais). Ce dernier est particulièrement adapté à la mise en œuvre d'un GIS. Les circuits actifs ne sont pas directement implémentés dans le GIS : la technique habituelle consiste à implémenter la partie active en ligne ruban via une transition ligne ruban vers GIS. Des antennes peuvent être créées directement dans le GIS en découpant des fentes dans les plans de masse. Une antenne cornet peut être réalisée en évasant les rangées de poteaux à la sortie d'un guide d'ondes.

#### Variantes du guide d'onde intégré au substrat
Il existe une version GIS du guide d'onde à moulure. Le guide d'onde à moulure est un guide d'onde rectangulaire creux en métal avec une paroi longitudinale interne traversant partiellement le plan électrique. L'avantage principal du guide d’ondes à moulure est qu’il possède une très large bande passante. Le GIS à moulure n'est pas très facile à implanter dans les circuits imprimés car l'équivalent de la moulure est une rangée de montants qui ne traversent que partiellement la carte. Mais la structure peut être créée plus facilement avec la technologie LTCC.

### Ligne à ailettes

Ligne à ailettes

La ligne à ailettes se compose d'une feuille de diélectrique métallisé insérée dans le plan électrique d'un guide d'ondes métallique rectangulaire. Ce format mixte est parfois appelé quasi-planaire. La conception n'a pas pour but de générer des modes de guide d'onde dans le guide d'onde rectangulaire en tant que tel. En réalité, une ligne est découpée dans la métallisation exposant le diélectrique et c'est celle-ci qui fait office de ligne de transmission. La ligne à ailettes est donc une structure de guide d'ondes diélectrique et peut être considéré comme une ligne à fente blindée.
La ligne à ailettes et le guide d'ondes à moulure sont similaires dans le sens où la métallisation du substrat représente la moulure (« l'ailette ») et la ligne représente le trou. Les filtres peuvent être construits dans un guide d'ondes à moulure en faisant varier la hauteur de la moulure selon un motif. Une manière courante de les fabriquer consiste à prendre une fine feuille de métal découpée selon un motif (généralement une série de trous rectangulaires) et à l'insérer dans le guide d'ondes de la même manière que la ligne à ailettes. Un filtre à guide d'onde avec lignes à ailettes est capable de d'être mis en œuvre dans des modèles de complexité arbitraire alors que le filtre à guide d'onde avec insert métallique est limité par le besoin de support mécanique et d'intégrité.
La ligne à ailette a été utilisée à des fréquences allant jusqu'à 220 GHz et testé expérimentalement jusqu'à au moins 700 GHz. À ces fréquences, elle présente un avantage considérable par rapport à la ligne microruban en raison de ses faibles pertes et elle peut être fabriquée à faible coût avec des techniques similaires aux circuits imprimés. Elle est également sans rayonnement puisqu’elle est entièrement enfermée dans le guide d’ondes rectangulaire. Un dispositif à insert métallique présente une perte encore plus faible, son diélectrique étant l'air, mais la complexité de son circuit est très limitée. Un guide d'onde complet réalisé pour être inséré dans une conception complexe conserve la faible perte de diélectrique dans l'air, mais elle sera beaucoup plus volumineux qu'une solution de ligne à ailettes et nettement plus coûteuse à fabriquer. Un autre avantage de la ligne à ailettes est qu'elle permet d'atteindre une plage d'impédances caractéristiques particulièrement large. La ligne à ailettes n'étant pas constitué d'un ligne conductrice, il est impossible de polariser les transistors et les diodes en alimentant le courant de polarisation dans la ligne de transmission principale, comme cela se fait pour une ligne ruban ou une ligne microruban. D'autres dispositions doivent être prises pour la polarisation avec une ligne à ailettes.

#### Variantes de la ligne à ailettes

Variantes de la ligne à ailettes: A : standard (unilatéral), B : ligne à ailettes bilatérale, C : ligne à ailettes antipodale, D : ligne à ailettes antipodale avec liaison forte, E : ligne à ailettes isolée.

La ligne à ailettes unilatérale est le modèle le plus simple et le plus facile à fabriquer, mais présente plus de pertes que la ligne à ailettes bilatérale. Le même problème se pose que pour les lignes triplaques suspendues bilatérales, et pour des raisons similaires. Le facteur Q élevé de la ligne à ailettes bilatérale en fait souvent le choix pour des applications de filtrage. La ligne à ailettes antipodale est utilisée lorsqu'une très faible impédance caractéristique est requise. Plus le couplage entre les deux plans est fort, plus l’impédance est faible. La ligne à ailettes isolée est utilisée dans les circuits contenant des composants actifs nécessitant des lignes de polarisation. Le facteur Q des lignes à ailettes isolées est inférieur à celui des autres structures de lignes à ailettes et n’est donc généralement pas utilisé.

### Guide d'image

Guide d'image

Le guide d'image est une forme planaire de guide d'ondes bidimensionnel diélectrique. Il est constitué d'une bande de diélectrique, souvent de l'alumine, posée sur une plaque métallique. Dans cette structure, il n'y a pas de substrat diélectrique s'étendant dans toutes les directions horizontales, seulement la ligne diélectrique. Le guide d'image est ainsi appelé car le plan de masse agit comme un miroir, ce qui donne une ligne équivalente à une dalle diélectrique sans que le plan de masse ne soit deux fois plus haut. Son utilisation est prometteuse aux fréquences micro-ondes les plus élevées, autour de 100 GHz, mais reste encore largement expérimentale. Par exemple, des facteurs Q de plusieurs milliers sont théoriquement possibles, mais le rayonnement dû aux courbes et les pertes dans l'adhésif entre le diélectrique et le métal réduisent considérablement ce chiffre. Un inconvénient du guide d'image est son impédance caractéristique fixée à une valeur unique d'environ 26 Ω.
Le guide d'image prend en charge les modes TE et TM. Les modes TE et TM dominants du guide d'image ont une fréquence de coupure nulle. Il diverge ici des guides d'onde métalliques creux dont les modes TE et TM ont tous une fréquence finie en dessous de laquelle la propagation ne peut pas se produire. Lorsque la fréquence se rapproche de zéro, la composante longitudinale du champ diminue et les modes approchent asymptotiquement du mode TEM. Le guide d'image et les lignes de type TEM partagent ainsi la propriété de pouvoir propager des ondes à des fréquences arbitrairement basses, même si elle ne peut pas réellement supporter une onde TEM. Malgré cela, le guide image n’est pas une technologie adaptée aux basses fréquences. Un inconvénient du guide d'image est qu'il doit être usiné avec précision car la rugosité de la surface augmente les pertes par rayonnement.

#### Variantes du guide d'image et autres lignes diélectriques

Variantes du guide d’image : A : standard, B : guide d'image isolé, C : guide d'image piégé; Autres lignes diélectriques : D : lisière, E : guide diélectrique ruban, F : guide diélectrique à bande inversée

Dans un guide d'image isolé, une fine couche d'isolant à faible permittivité est déposée sur le plan de masse métallique et le guide d'image ayant une permittivité plus élevée est placée par-dessus. La couche isolante a pour effet de réduire les pertes du conducteur. Cette structure présente également des pertes par rayonnement plus faibles sur les sections droites, mais comme pour le guide d'image standard, les pertes de rayonnement sont élevées au niveau des virages et des angles. Le guide d'image piégé surmonte cet inconvénient, mais est plus complexe à fabriquer car sa conception nuit à la simplicité de la structure planaire.
La lisière est une ligne diélectrique usinée à partir du substrat en une seule pièce. Ses propriétés sont similaires à celles du guide d'image isolé. Comme le guide d'image, elle doit être usinée avec précision. Le guide diélectrique ruban est constitué d'un ruban à faible permittivité (en plastique généralement) placé sur un substrat à haute permittivité comme de l'alumine. Le champ est en grande partie contenu dans le substrat entre la bande et le plan de masse. Cette structure n'a donc pas les exigences d'usinage précises du guide d'image et de la lisière. Le guide diélectrique à bande inversée présente des pertes du conducteur plus faibles car le champ dans le substrat a été éloigné du conducteur, mais il présente des pertes de rayonnement plus élevées.

### Mutli-couches
Les circuits multicouches peuvent être construits dans des circuits imprimés ou des circuits intégrés monolithiques, mais la technologie LTCC est la plus adaptée à la mise en œuvre de lignes de transmission planaires sous forme multicouche. Dans un circuit multicouche, quelques lignes au moins sont enterrées, complètement entourées de diélectrique. Les pertes ne seront donc pas aussi faibles qu’avec une technologie plus ouverte, mais des circuits très compacts peuvent être réalisés en multicouches via LTCC.

## Transitions

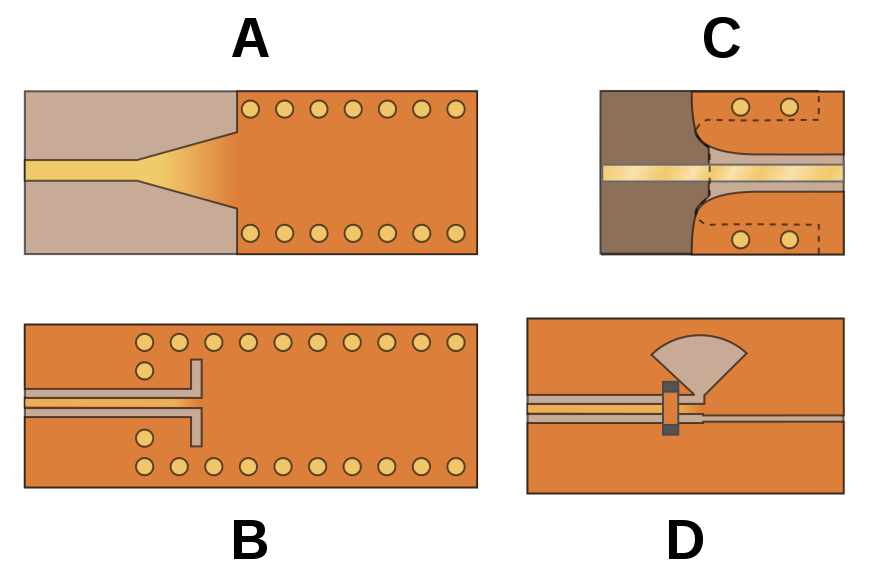
Transitions : A : ligne microruban vers GIS, B : guide d'onde coplanaire vers GIS, C : ligne microruban vers guide d'onde coplanaire (la ligne pointillée marque la limite du plan de masse de la ligne microruban), D : guide d'onde coplanaire vers ligne à fente

Toutes les structures ne sont pas idéales pour chaque partie d'un même système. Des transitions entre les différentes structures sont donc nécessaires. Les transitions entre les structures utilisant des lignes conductrices déséquilibrées sont simples : il s'agit principalement d'assurer la continuité du conducteur tout au long de la transition et d'assurer également une bonne adaptation d'impédance. C'est la même chose pour les transitions vers des types non planaires tels que des lignes coaxiales. Une transition entre une ligne ruban et une ligne microruban doit garantir que les deux plans de masse de la ligne ruban sont correctement liés électriquement au plan de masse de la ligne microruban. L'un de ces plans de masse peut être continu tout au long de la transition, mais l'autre se termine à la transition. Il existe un problème similaire avec la transition entre la ligne microruban et le guide d'onde coplanaire (exemple C dans le diagramme ci-dessus). Il n'y a qu'un seul plan de masse dans chaque structure mais il passe d'un côté du substrat à l'autre lors de la transition. Ceci peut être évité en imprimant la ligne microruban et le guide d'onde coplanaire sur les faces opposées du substrat. Dans ce cas, le plan de masse est continu d'un côté du substrat mais un via est nécessaire sur la ligne au niveau de la transition.
Les transitions entre les lignes conductrices et les lignes diélectriques ou les guides d'ondes sont plus complexes. Dans ces cas-là, il doit y avoir un changement de mode. Dans de telles transitions, il est nécessaire de former une sorte d’antenne sur une structure, qui agit alors comme un lanceur vers la nouvelle structure. Des exemples de ce type de transition sont le passage du guide d'ondes coplanaire ou d'une ligne microruban vers une ligne à fente ou un guide d'ondes intégré au substrat (GIS). Pour les appareils sans fil, des transitions vers les antennes externes sont également nécessaires.
Les transitions vers et depuis une ligne à ailettes peuvent être traitées de la même manière que celles vers et depuis une ligne à fente. Cependant, les transitions les plus naturelles sont celles qui passent d'une lignes à ailettes à un guide d'onde, le guide d'onde étant déjà présent. Une transition simple vers le guide d'onde consiste en une antenne cornet lisse (antenne Vivaldi) de la ligne à ailettes allant d'une ligne étroite jusqu'à la hauteur du guide d'ondes. La première application de ligne à ailettes consistait à établir la transition avec un guide d'ondes circulaire.
La transition d'une ligne symétrique à une ligne asymétrique nécessite un circuit balun. Un exemple de ce type de circuit est la transition du guide d'onde coplanaire vers la ligne à fente. L'exemple D de l'image montre ce type de transition et présente un balun constitué d'un embout radial diélectrique. Le composant montré ainsi  dans ce circuit est un pont aérien reliant les deux plans de masse du guide d'onde coplanaire ensemble. Toutes les transitions présentent une certaine perte d'insertion et ajoutent à la complexité de la conception. Il est parfois plus avantageux de concevoir le système avec une seule structure intégrée pour l'ensemble du dispositif afin de minimiser le nombre de transitions même lorsque la structure trouvée comme compromis n'est pas optimale pour chacun des circuits composants.

## Historique
Le développement des technologies planaires a d’abord été motivé par les besoins de l’armée américaine, mais on les retrouve aujourd’hui dans des articles ménagers produits en série, tels que les téléphones portables et les récepteurs de télévision par satellite. Selon Thomas H. Lee, Harold A. Wheeler aurait commencé ses expériences sur les lignes coplanaires dès les années 1930, mais la première ligne de transmission planaire documentée a été la ligne ruban, inventée par Robert M. Barrett du Centre de recherche de l'Armée de l'Air de Cambridge et dont la première publication recensée est celle de Barrett et Barnes en 1951. Bien que la publication n'ait eu lieu que dans les années 1950, la ligne ruban a, en réalité, été utilisée pendant la Seconde Guerre mondiale. Selon Barrett, le premier diviseur de puissance en ligne ruban a été construit par VH Rumsey et HW Jamieson au cours de cette période. En plus d'accorder des contrats, Barrett a encouragé la recherche dans d'autres organisations, notamment l'Airborne Instruments Laboratory Inc. (AIL, un laboratoire commercial indépendant). La ligne microruban a suivi peu après, en 1952, grâce aux travaux de Grieg et Engelmann. La qualité des matériaux diélectriques courants n'était tout d'abord pas suffisante pour les circuits micro-ondes, et leur utilisation ne s'est donc pas généralisée avant les années 1960. La ligne ruban et la ligne microruban étaient des concurrents commerciaux. La ligne ruban était le nom de la marque vendue par AIL qui fabriquait des lignes ruban à air. La ligne microruban était fabriquée par l'ITT (International Telephon & Telegraph, une entreprise de communication téléphonique). Plus tard, des lignes ruban remplies de diélectrique ont été fabriquées par Sanders Associates. et vendues sous la marque triplate. La ligne ruban est devenue un terme générique pour désigner les lignes ruban remplies de diélectrique et les lignes ruban à air ou les lignes triplaque suspendues sont maintenant utilisées pour distinguer la structure originale.
La ligne ruban a d'abord été préférée à son concurrent en raison des problèmes de dispersion. Dans les années 1960, la nécessité d'incorporer des composants miniatures à l'état solide dans les circuits intégrés micro-ondes a fait pencher la balance du côté de la ligne microruban. La miniaturisation conduit également à favoriser la ligne microruban car la gravité de ses inconvénients est moindre dans un circuit miniaturisé. La ligne ruban est encore choisie lorsqu'un fonctionnement sur une large bande est nécessaire. La première ligne ruban diélectrique planaire, le guide image, est fabriquée par King en 1952. King a d'abord utilisé un guide d’image semi-circulaire, le rendant équivalent à la tige diélectrique circulaire déjà bien étudiée. La ligne à fente, le premier type de ligne diélectrique planaire imprimée, est l’œuvre de Cohn en 1968. Wen imagine en 1969 le guide d'onde coplanaire. La ligne à ailettes, en tant que technologie imprimée, est trouvée par Meier en 1972, bien que Robertson ait créé des structures semblables à des lignes à ailettes avec des inserts métalliques bien plus tôt (1955-56). Robertson a fabriqué des circuits pour les diplexeurs et coupleurs et a inventé le terme « finline », désignant en anglais la ligne à ailettes. Le GIS a été décrit pour la première fois par Hirokawa et Ando en 1998.
Au début, les composants des structures planaires étaient fabriqués sous forme de pièces discrètes reliées entre elles, généralement par des lignes coaxiales et des connecteurs. Il a rapidement été réalisé que la taille des circuits pouvait être considérablement réduite en connectant directement les composants entre eux par des lignes planaires au sein du même boîtier. C'est ainsi qu'est né le concept de circuit intégré hybride ; hybride car les composants fonctionnels ont été inclus dans la conception et reliées entre eux par des lignes planaires. Depuis les années 1970, les nouvelles variantes des structures planaires de base se sont multipliées pour faciliter la miniaturisation et la production en masse. Une miniaturisation encore plus poussée est devenue possible avec l'introduction des circuits MMIC. Avec cette technologie, les lignes de transmission planaires sont directement incorporées dans le panneau semi-conducteur dans lequel les composants du circuit intégré sont fabriqués. Le premier MMIC, un amplificateur de bande X, a été conçu par Pengelly et Turner de l'entreprise Plessey en 1976.

## Images des circuits

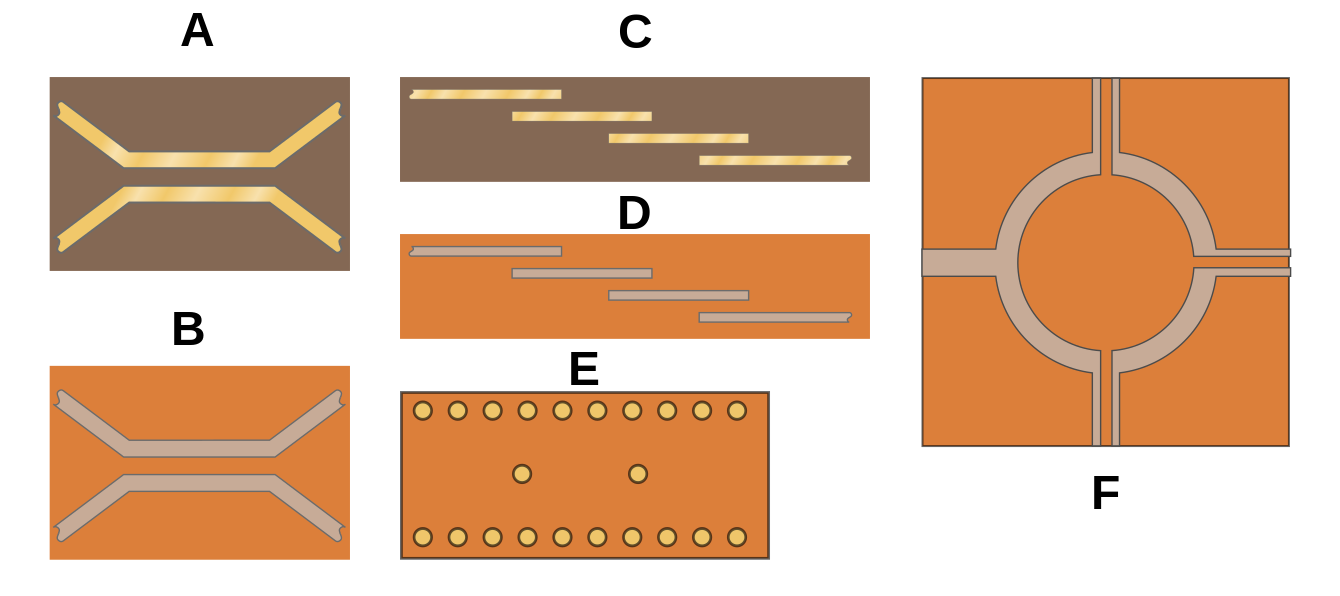
Galerie de circuits à base de lignes planaires.

Une petite sélection des nombreux circuits qui peuvent être construits avec des lignes de transmission planaires est présentée dans cette figure. Ces circuits constituent une catégorie des circuits à éléments distribués. La structure de coupleurs directionnels réalisés à partir de lignes microruban et de lignes à fente est représentée respectivement en A et en B. En général, un circuit de lignes conductrices comme la ligne ruban ou la ligne microruban a une forme double comme une structure de ligne diélectrique telle qu'une ligne à fente ou une ligne à ailettes, les rôles du conducteur et de l'isolant étant inversés. Les largeurs de ligne des deux types sont inversement liées : les lignes conductrices étroites entraînent une impédance élevée, mais les lignes diélectriques étroites produisent une faible impédance. Un autre exemple de circuit double est le filtre passe-bande composé de lignes couplées représenté en C sous forme conductrice et en D sous forme diélectrique.
Chaque section de ligne agit comme un résonateur dans les filtres à lignes couplées. Un autre type de résonateur est représenté dans le filtre passe-bande GIS en E. Ici, les colonnes placées au centre du guide d'ondes agissent comme des résonateurs. L'image F est un coupleur en anneau hybride en ligne à fente comportant un mélange d'alimentations de ses ports via des guides d'onde et des lignes à fente. La version avec ligne microruban de ce circuit nécessite le dimensionnement d’une section de l'anneau aussi longue que trois quarts de la longeur d'onde. Dans la version ligne à fente/guide d’onde coplanaire, toutes les sections sont de même longueur : un quart de la longueur d’onde car il y a une inversion de phase de 180° à la jonction avec la ligne à fente.